# Elecciones federales de Australia de 1931

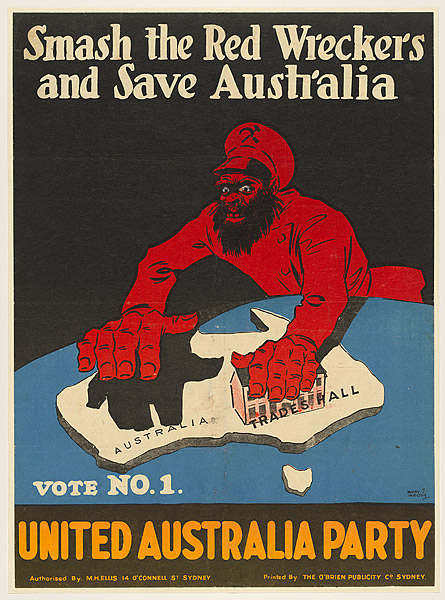
Propaganda del UAP contra el Partido laborista

La elección federal de Australia de 1931 eligió a los miembros de la Cámara de Representantes de Australia y 18 de los 36 miembros del Senado de Australia se celebró el 19 de diciembre de 1931. Joseph Lyons, líder del recién creado Partido Unido de Australia ganó un gobierno mayoritario, derrotando al Partido Laborista Australiano, dirigido por el Primer Ministro James Scullin.
La elección se desarrolló en un contexto de grave crisis económica y social causada por los efectos de la Gran Depresión. El Partido Laborista, que había tomado el poder dos días antes del crac del 29, era visto como el responsable de los efectos adversor de la crisis económica. La mala imagen del partido provocó una crisis en la formación, que desembocó en una escisión de cinco diputados laboristas, dirigidos por Jack Lang, que formaron un nuevo Partido Laborista en torno a la figura de su líder. Los malos resultados agravaron la crisis en el laborismo, que permanecería 10 años en la oposición.
Los enfrentamientos entre las dos facciones del laborismo, beneficiaron una amplia victoria de las fuerzas conservadoras. El Partido Unido de Australia, el Partido del Campo y el Comité de Emergencia de Australia Meridional sumaron 56 de los 76 escaños en la Cámara de Representantes. Además, también lograron otra cómoda mayoría en el Senado Australiano, ocupando 26 de los 36 asientos.
Tras las elecciones, se entablaron negociaciones entre el Partido Unido de Australia y el Partido del Campo para la formación de un nuevo gobierno. Aunque el Comité de Emergencia de Australia Meridional acabó fusionándose con el PUA, las negociaciones entre el PUA y el Partido del Campo acabaron rompiéndose. De esta forma, el PUA acabó formando un gobierno en minoría con el apoyo parlamentario del Partido del Campo.   